# بیمارستان فیلیپ دوم اسکوپیه
بیمارستان فیلیپ دوم اسکوپیه (به لاتین: Filip II Hospital) یک بیمارستان در مقدونیه شمالی است که در اسکوپیه واقع شده است.